# Dangerous (film)
Dangerous, in Nederland bekend onder de titels Gevaar of Een gevaarlijke vrouw en Een fatale vrouw, is een film uit 1935 onder regie van Alfred E. Green.
De film werd in Nederland op 24 maart 1936 gekeurd voor "18 jaar en ouder", maar werd niet veel later uitgeroepen tot een verboden film door de Katholieke Nakeuring.
Bette Davis, die de hoofdrol speelt als de alcoholistische actrice Joyce Heath, kreeg voor haar rol in de film een Academy Award voor Beste Actrice.
De film werd in 1941 opnieuw gemaakt onder de titel Singapore Woman. Hierin speelde Brenda Marshall de rol die Davis in deze film speelde.

## Verhaal
Don Bellows is een succesvolle architect die op het punt staat met Gail te trouwen en binnenkort een project kan opstarten dat zijn grote doorbraak in New York zou kunnen betekenen. Wanneer hij op een avond met zijn vrienden in een bar is, ziet hij een dronken vrouw waarvan hij denkt dat dit een actrice is die hij ooit bewonderde. Nadat hij zich voorstelt aan de vrouw, blijkt dit inderdaad actrice Joyce Heath te zijn. Hij is ervan overtuigd dat hij haar kan helpen en nodigt haar uit naar zijn huis. De twee worden op elkaar verliefd, waarna Don zijn verloving met Gail eindigt.
Don besluit een toneelstuk te produceren waarin Joyce zal kunnen schitteren. Wanneer hij haar op de avond van de première ten huwelijk vraagt, ontdekt hij dat ze een vervreemde echtgenoot heeft die haar geen scheiding wil geven. Joyce voelt zich schuldig over het ruïneren van Dons verloving met Gail en veroorzaakt moedwillig een auto-ongeluk met de bedoeling haar echtgenoot en zichzelf te laten omkomen...

## Rolverdeling

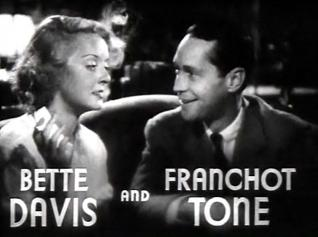
Scène uit de trailer van de film

| Acteur           | Personage            |
| ---------------- | -------------------- |
| Bette Davis      | Joyce Heath          |
| Franchot Tone    | Donald 'Don' Bellows |
| Margaret Lindsay | Gail Armitage        |
| Alison Skipworth | Mrs. Williams        |
| John Eldredge    | Gordon Heath         |
| Dick Foran       | Teddy                |